# چارلز وبستر هاوتورن
چارلز وبستر هاوتورن (انگلیسی: Charles Webster Hawthorne; ۸ ژانویهٔ ۱۸۷۲ – ۲۹ نوامبر ۱۹۳۰) نقاش اهل ایالات متحده آمریکا بود.

## نگارخانه

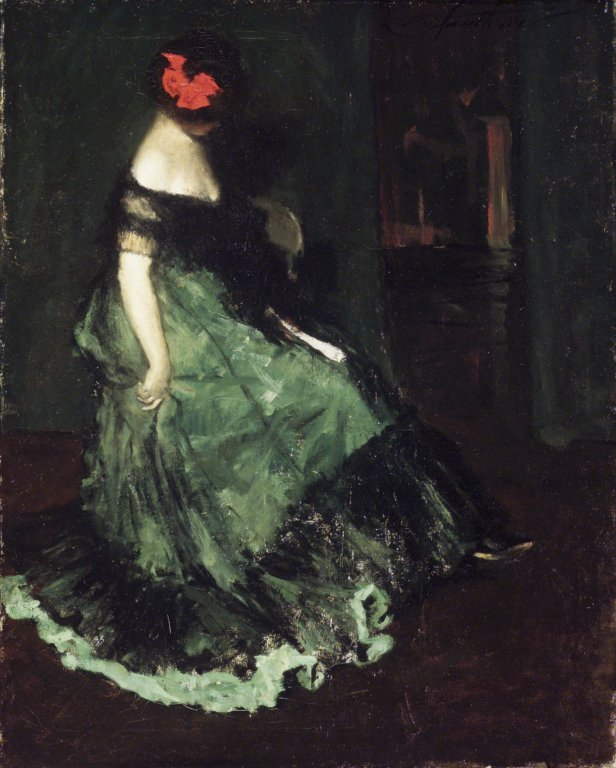
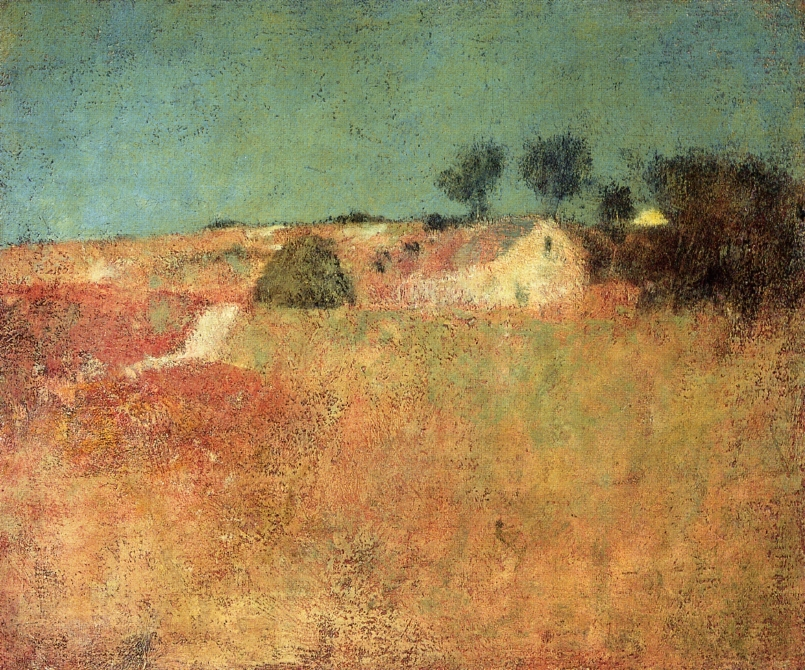
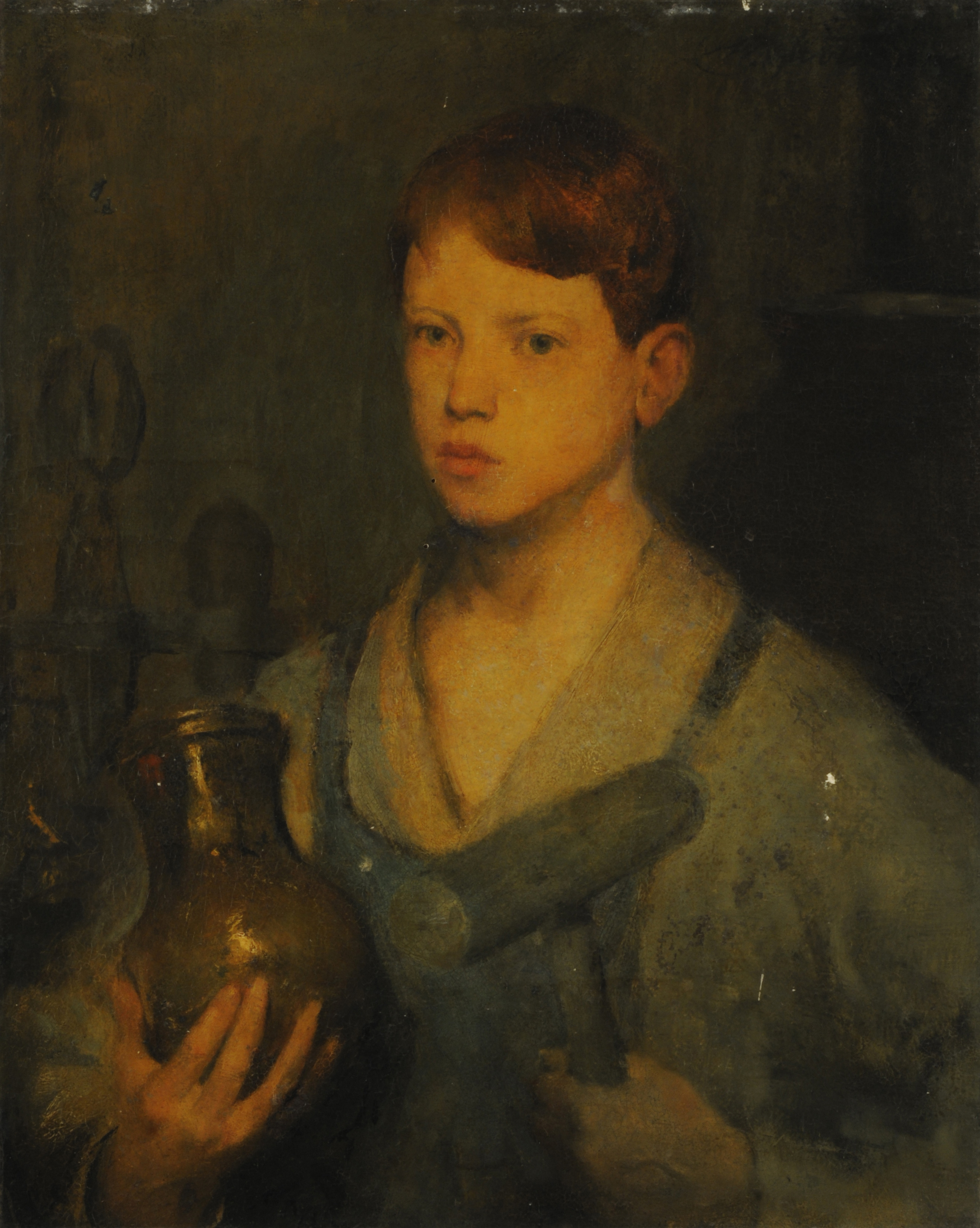
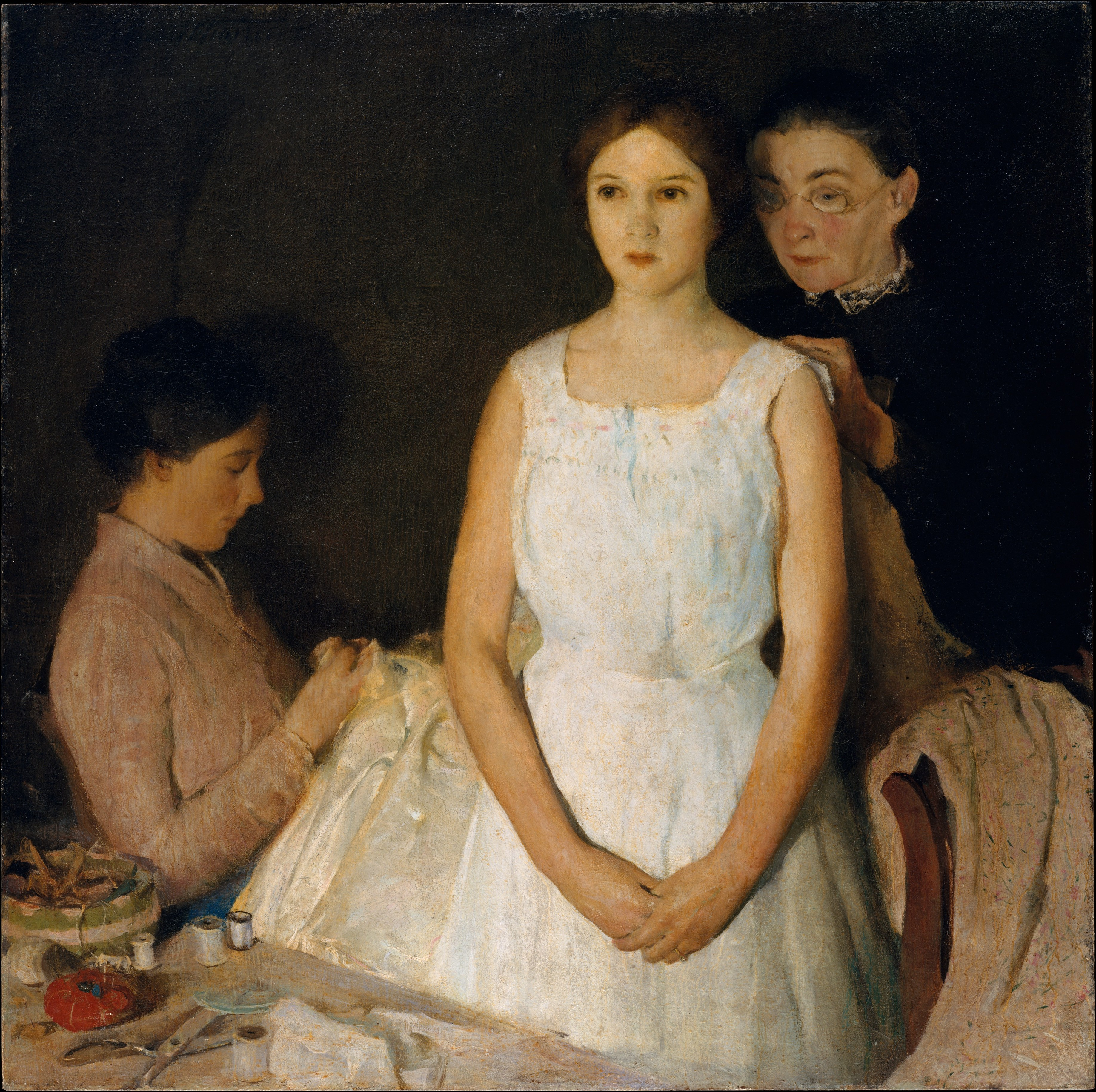
لباس عروس